# Karabük (provincie)
Karabükská provincie je území v Turecku, ležící v Černomořském regionu. Hlavním městem je Karabük. Rozkládá se na ploše 4 109 km2 a na konci roku 2009 zde žilo 218 564 obyvatel. Jedná se o jednu z nejnovějších provincií v zemi, byla ustavena teprve v roce 1995.

## Administrativní členění
Provincie Karabük se administrativně člení na 6 distriktů:
- Eflani
- Eskipazar
- Karabük
- Ovacık
- Safranbolu
- Yenice